# Dermatobia hominis
Dermatobia hominis är en tvåvingeart som först beskrevs av Carl von Linné 1781.  Dermatobia hominis ingår i släktet Dermatobia och familjen styngflugor. Inga underarter finns listade i Catalogue of Life.

## Bildgalleri

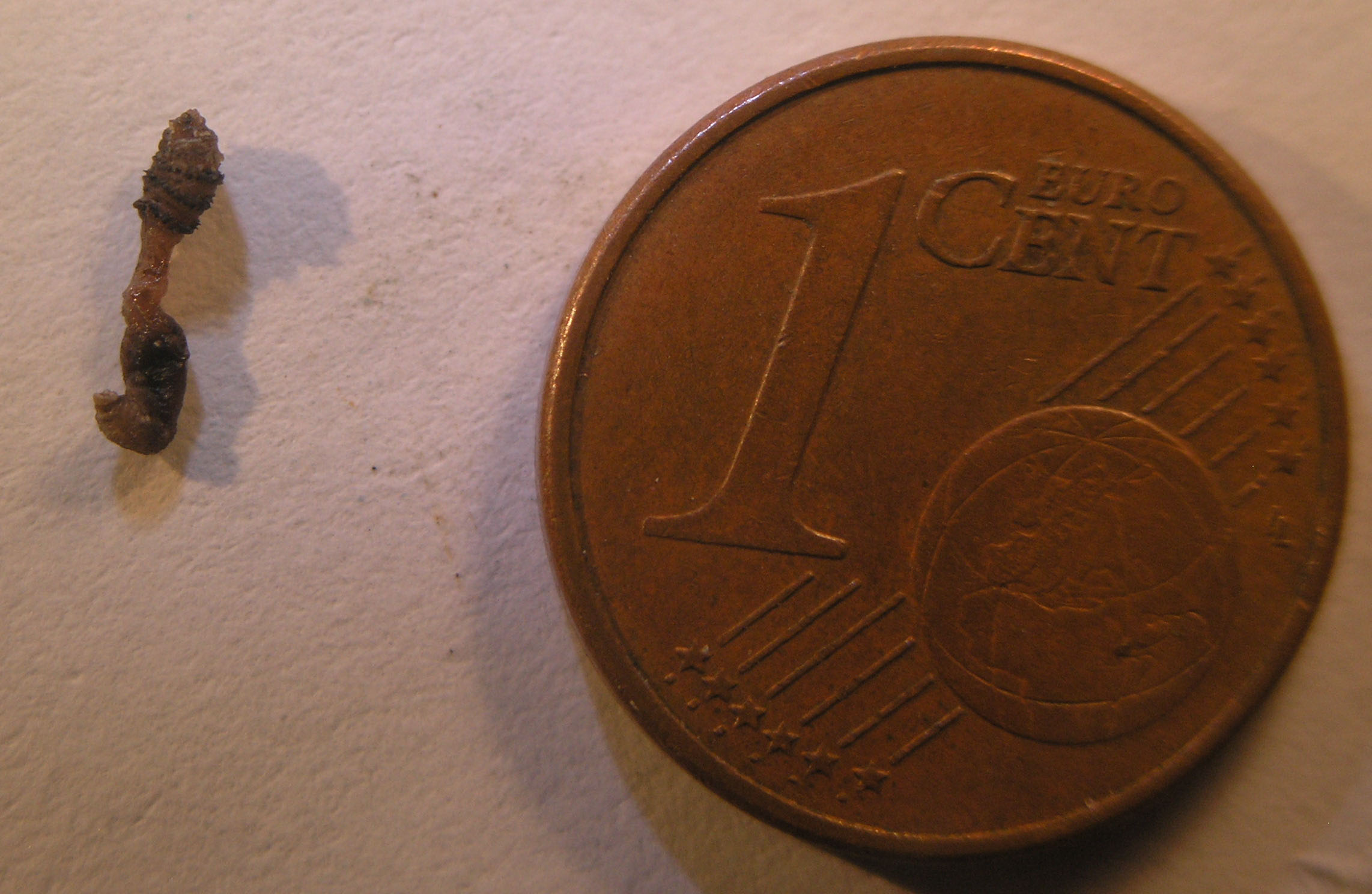
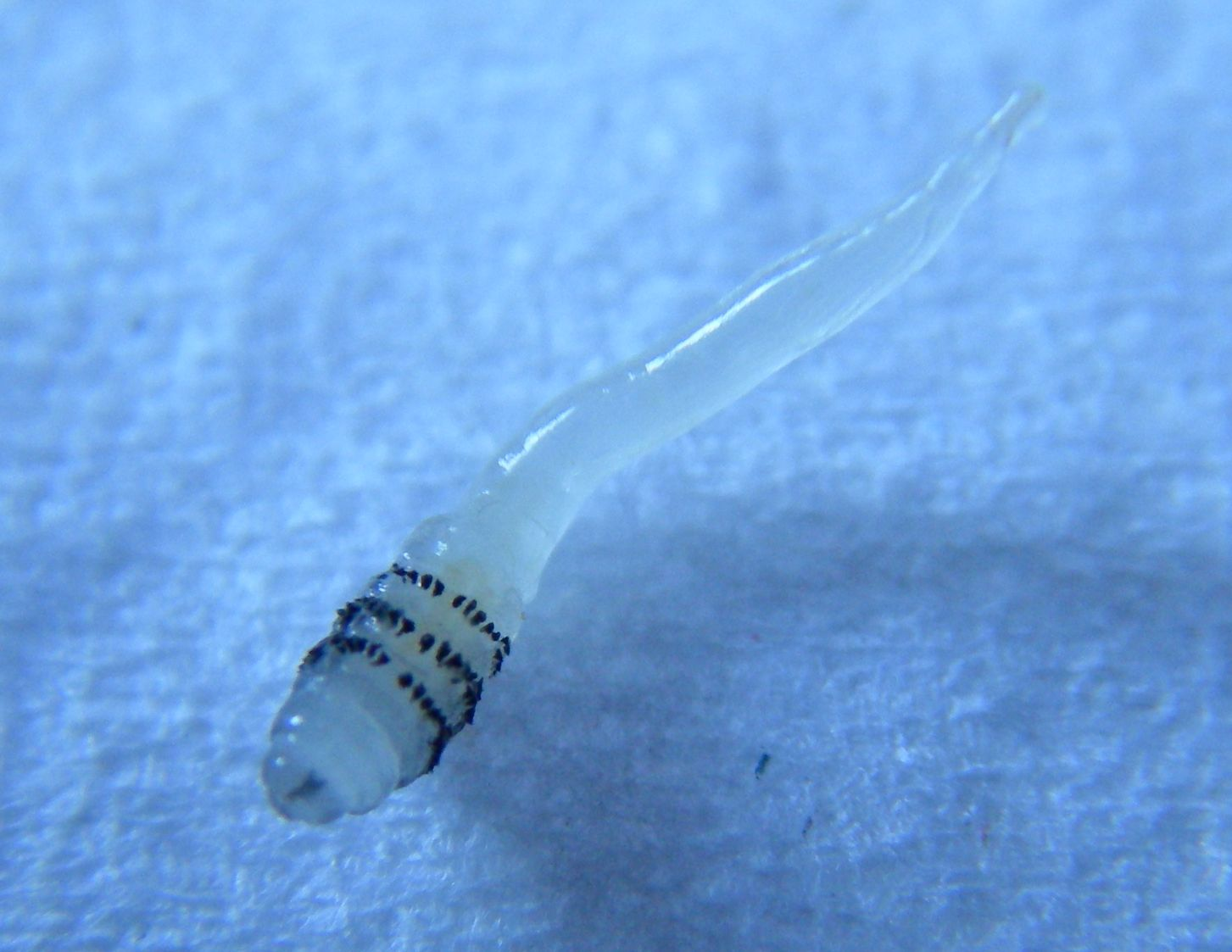